# ル・ヌヴィオン＝アン＝ティエラシュ
ル＝ヌヴィオン＝アン＝ティエラシュ （Le Nouvion-en-Thiérache）は、フランス、オー＝ド＝フランス地域圏、エーヌ県のコミューン。

## 地理
コミューンにはノワリュー川とその支流カルヴェール川、南東にピマール川が横切る。同時にモルトー川または旧サンブル川が町の中心部を流れている。

## 人口統計
| 1962年 | 1968年 | 1975年 | 1982年 | 1990年 | 1999年 | 2006年 | 2011年 |
| ------ | ------ | ------ | ------ | ------ | ------ | ------ | ------ |
| 3096   | 3343   | 3247   | 3139   | 2905   | 2917   | 2850   | 2804   |

参照元:1999年までEHESS、2004年以降INSEE

## ゆかりの人物
- アンリ・ドルレアン - フランス王位継承権請求者。ル・ヌヴィオンの生まれ
- ジャン・ドルレアン - 上記人物の孫。ル・ヌヴィオンの森の大半を所有する。